# Gewog di Tangsibji
Il gewog di Tangsibji è uno dei cinque raggruppamenti di villaggi del distretto di Trongsa, nella regione Meridionale, in Bhutan.